# Gordon Giltrap

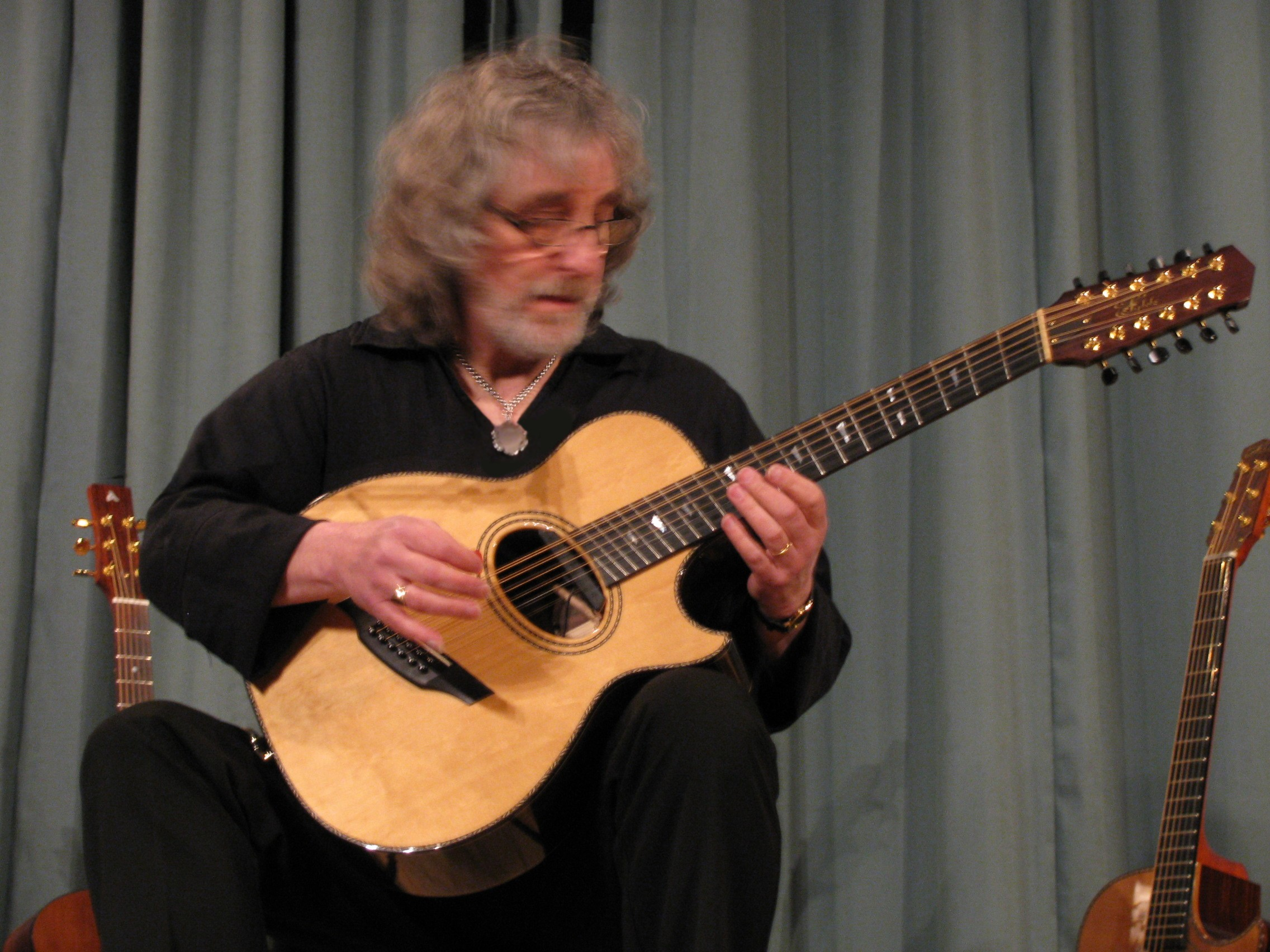
Gordon Giltrap in 2009

Gordon Giltrap (Brenchley (Kent), 6 april 1948) is een Brits gitarist. Hij bespeelt zowel de akoestische als elektrische versie. In de loop van de jaren is zijn stijl gewijzigd van folk/singer-songwriter naar meer rock en toen vervolgens naar een meer klassieke stroming.
Giltrap begon met gitaarspelen toen hij twaalf jaar oud was. Hij leerde zichzelf gitaar spelen en ontwikkelde daardoor ook een eigen stijl. Toen hij zestien was kreeg hij zijn eerste platencontract. Hij speelde in het folkcircuit rondom Londen en haalde daar ook zijn inspiratie vandaan, zijn voorbeelden zijn Bert Jansch en John Renbourn. Vaak werd in de pers ook verwezen naar Mike Oldfield, maar dat ontkent Giltrap ten zeerste. In 1968 werd voor Transatlantic Records zijn eerste studioalbum opgenomen en sindsdien kwam er geregeld werk van hem uit. Eerst nog in zijn folkstijl. In 1970 maakte hij kortstondig deel uit van de band Accolade. Met het album Visionary liet Giltrap het zingen voor wat het was en richtte hij zich meer naar de rock; dat album is dan ook opgenomen met een muziekgroep om zich heen.
Giltrap gaf ook singles uit en zijn lied Heartsong haalde de 21e plaats in de Britse Single Top 50 en werd later gebruikt als herkenningsmuziek van de televisieserie Holiday. Eind jaren 70 en begin jaren 80 kreeg Giltrap ook enige radiobekendheid in Nederland. Wim van Putten draaide zijn muziek in zijn LP-Show. Na verloop van tijd begon de rock hem te vervelen en keerde hij terug naar een meer folkachtige maar toch instrumentale muziek. In de 21e eeuw bemoeide Giltrap zich met de musical Heathcliff van Cliff Richard, waarbij hij, behalve als verteller, ook als componist optrad. In 2009 trad hij samen met Raymond Burley en John Etheridge (o.a. van Soft Machine) op onder Three Parts Guitar. Hij schreef vervolgens stukken over gitaar in Total Guitar, die later in boekvorm verschenen onder de titel Total Giltrap. Giltrap is vaste columnist voor het Acoustic magazine.
Alhoewel internationaal erkend als een van de beste gitaristen, is zijn bekendheid toch voornamelijk beperkt tot Engeland.
Gordon Giltrap is getrouwd met Hilary Giltrap, geboren Hilary Ashe-Roy (1939). Zij bespeelt eveneens tokkelinstrumenten.

## Discografie
Zijn albums zijn verspreid over allerlei kleine platenlabels en zijn daardoor in meerdere versies verkrijgbaar.
- 1968: Gordon Giltrap
- 1969 Portrait
- 1971 A testament of time
- 1973 Giltrap
- 1976 Visionary
- 1977 Perilous journey
- 1978 Fear of the dark
- 1981 The peacock party
- 1981 Live in Oxford
- 1982 Airwaves
- 1982: Soundwaves
- 1987 Elegy
- 1987 A midnight clear
- 1989 One to one
- 1991 A matter of time
- 1992 The solo album
- 1992 On a summer's night
- 1995 Music for the small screen
- 1995 Live at the BBC
- 1995 The brotherhood suite (alleen op cassette)
- 1998 Troubadour
- 2000 Janschology
- 2002 Under this blue sky
- 2003 Remember this
- 2003 Fingers of fire In 2006 heruitgegevan als Captured from a point in time
- 2004 Live at Ambergate
- 2004 Double vision met Raymond Burley
- 2004 The River Sessions
- 2004 Drifter
- 2005 A taste of classical Giltrap (met Sheffield Philharmonic Orchestra)
- 2006 Gordon Giltrap and friends at The Symphony Hall Birmingham
- 2007 As it happens…
- 2009 From Brush and Stone (met Rick Wakeman)
- 2010 Shining morn
- 2011 4 Parts Guitar
- 2012 Echoes of heaven
- 2013 Ravens and lullabies
- 2017 The last of England